# نرم‌افزارهای رشته مهندسی عمران
نرم‌افزارهای رشته مهندسی عمران نرم‌افزارهایی هستند که برای رشته دانشگاهی عمران در مقاطع مختلف به‌کار می‌رود. با توجه به پیشرفت علم و تکنولوژی‌های روز جهان دانش نرم‌افزارهای هر رشته نیاز امروز بازار کار جهان است.

## آشنایی با نرم‌افزار STAAD.Pro
مهندسین طراح در بیست سال گذشته، انواع مختلف سازه‌ها از قبیل ساختمان‌های مسکونی، آسمان خراش‌ها، مخازن ذخیره، تونل‌ها و حتی ساز پیانو را به کمک نرم‌افزار STAAD.Pro طراحی و محاسبه کرده‌اند. امروزه، STAAD.Pro یکی از بهترین انتخاب‌ها در صنعت نرم‌افزارهای سازه‌ای آنالیز استاتیکی، دینامیکی، P-Delta، آنالیز غیرخطی، کمانش و نیز آنالیز کابل به‌شمار می‌رود. از مهم‌ترین مزیت‌های این برنامه پشتیبانی از آیین‌نامه‌های طراحی با مصالح مختلف از قبیل: فولاد، بتن، چوب، آلومینیوم و مقاطع مرکب است.
قابلیت‌های مربوط به محاسبات دینامیکی و بررسی رفتار اندرکنش خاک-سازه همراه با نتایج خروجی منحصر به فرد، STAAD.Pro را تبدیل به یک نرم‌افزار کاربردی کرده‌است.
STAAD.Pro نرم‌افزار سازه‌ای است که آیین‌نامه‌های ساختمانی بیش از ۴۰ کشور جهان از جمله ایالات متحده، انگلیس، کانادا، استرالیا، فرانسه، آلمان، اسپانیا، نروژ، فنلاند، هند و غیره را دارا بوده و به‌طور پیوسته آیین‌نامه‌های جدیدتری نیز بنا به درخواست مشتریان سایر کشورها به آن اضافه می‌شود.
از دیگر ویژگی‌های STAAD.Pro سازگاری با فن آوری COM - Component Object Model است.
رابط کاربری برنامه STAAD.Pro مبتنی بر استانداردهای جهانی است. با استفاده از محیط گرافیکی پیشرفته، ویرایشگر متن و صفحه گسترده داخل برنامه می‌توان مدل‌های بسیار پیچیده را در مدت زمان کوتاه و معقولی ایجاد کرد.
قابلیت گزارش دهی جامع از نتایج و اطلاعات اولیه سازه، که کاربر می‌تواند بنا به نیاز قسمت‌های مورد نظر را جهت گزارش‌گیری انتخاب نماید.

## آشنایی با نرم‌افزار FLAC 3D
اگرچه FLAC در اصل برای کاربردهای مهندسی عمران و معدن طراحی شده‌است، اما قابلیت زیادی برای حل مسائل مکانیک نیز دارد. ساختارهای متعددی در این برنامه وجود دارند که مدل‌سازی موادی را که رفتارشان بسیار غیر خطی می‌باشد را ممکن می‌سازد. علاوه بر این FLAC امکانات خاص دیگری نیز دارد:
- مدل‌سازی صفحاتی که ممکن است در آن‌ها لغزش یا جدایش اتفاق بیفتد
- طرح‌های تنش و کرنش صفحه‌ای و مدل‌های هندسی.
- مدل المان‌های ساختاری برای مدلسازی نگهداری.
- امکان رسم پلات و مشاهده چشمی تغییرات.
- امکان آنالیزهای دینامیکی.
- امکان مدلسازی خزش و رفتار ویسکوالاستیک.
- امکان مدل کردن تأثیر تغییرات حرارتی.
- امکان مدل کردن جریان آب زیر زمینی و توزیع فشار آن.
- امکان افزودن امکانات جدید مورد نظر کاربر با زبان C++ توسط کاربر

نام FLAC مخفف عبارت «Fast Lagrangian Analysis Of Continua» می‌باشد. دکتر پیتر کاندال در سال ۱۹۸۶ نرم‌افزار FLAC را برای تحلیل برخی مسائل بر روی یک میکروکامپیوتر IMB طراحی کرد. این نرم‌افزار برای محاسبات سریع مدل‌هایی که المان‌های بسیار دارند طراحی شده‌است. با افزایش سرعت محاسبات کامپیوتر مسائل بزرگتر و مشکل‌تری با FLAC قابل حل خواهد بود. این برنامه در سال‌های اخیر گسترش زیادی یافته‌است که توسط شرکت مشاوره‌ای Itasca انجام گرفته‌است.
FLAC توسط زبان FISH حمایت می‌شود. به وسیله این زبان کاربر می‌تواند برنامه‌ها و توابع مورد نظر خود را برای افزایش کارایی FLAC به آن بیفزاید.
از این برنامه همچنین برای تحلیل و طراحی در مهندسی معدن و ساختارهای زیرزمینی مورد استفاده قرار می‌گیرد. این برنامه روش حل معادلات جابجایی، امکان تحلیل شکست و ریزش را که پدیده مهمی در معدنکاری می‌باشد فراهم می‌سازد.

### چند مورد از کاربردهای نرم‌افزار FLAC در پروژه‌های کاربردی
- تحلیل پایداری شیب در معادن روباز
- بررسی نشست حاصل از حفر تونل‌های کم عمق در مناطق شهری
- تأثیر روش باز کردن تونل بر پایداری آن
- طراحی کارگاه‌های جبه کار طولانی در معادن زیرزمینی

### FLAC/Slope
در بسته نرم‌افزاری FLAC نرم‌افزار پرکاربردی به نام FLAC/Slope وجود دارد که به تحلیل پایداری در شیب‌ها می‌پردازد. این نرم‌افزار توانایی مدل‌سازی شیب‌ها را داشته و منطقه را از لحاظ توزیع تنش، خصوصیات مکانیک سنگی و… مدل‌سازی می‌نماید. البته SLOPE نیز نرم‌افزاری بسیار کوچک بوده و توانایی مدلسازی مسائل پیچیده را ندارد. با خود نرم‌افزار FLAC می‌توان تمام کارهای FLAC SLOPE را با دقتی بیشتر انجام داد. دسترسی آسان به نرم‌افزار FLAC باعث کاربرد زیاد آن در تحلیل شیب پایدار معادن Open Pit گردیده‌است.

## آشنایی با نرم‌افزار geostudio
- آنالیز تنش – تغییرمکان
- آنالیز تنش-تغییرمکان یک خاکریز در یک مرحله اجرا
- آنالیز تنش-تغییرمکان یک خاکریز در چند مرحله اجرا
- تحلیل تراوش آب
- تحلیل تراوش آب در خاکریز
- بررسی عملکرد سازه خاکی در مقابل آب و ارائه روش‌های بهسازی و کنترل
- تراوش آب در سازه‌های خاکی
- تحلیل پایداری
- تحلیل پایداری یک خاکریز و محاسبه ضریب اطمینان پایداری
- بهسازی سازه‌های خاکی توسط مهار، نیلینگ و ژئوتکستایل
- تحلیل دینامیکی
- تحلیل دینامیکی خاکریزها و سدهای خاکی
- تحلیل تنش- تغییرمکان سدها
- تحلیل تنش تغییرمکان سدهای خاکی با هسته رسی در شرایط مخزن پر
- تحلیل تراوش تابع زمان سدها
- آنالیز تراوش و حرکت آب در خاک تابع زمان سد خاکی با هسته رسی
- تحلیل پایداری سد خاکی
- تحلیل پایداری سد خاکی با هسته رسی با در نظر گرفتن شرایط فشار آب حفرهای هسته
- تحلیل پایداری با برنامه
- مدلسازی سد خاکی در نرم‌افزار SLIDE و مقایسه نتایج

## آشنایی با نرم‌افزار Tekla Structures
نرم‌افزاری بسیار معروف و کارآمد و حرفه‌ای برای طراحی و مدل‌سازی بسیار پیشرفته و مدرن سازه‌های فلزی و بتنی عظیم مانند استادیوم‌ها و برج‌ها نرم‌افزاری عالی برای مهندسین عمران و سازه می‌باشد که با مدل کردن ۳بعدی از آن‌ها قادر به آنالیز و طراحی تمامی سازه‌ها می‌باشد.
این نرم‌افزار ضمن فراهم‌آوری محیطی آسان و کاربرد درست، این قابلیت را دارد که تمامی نقشه‌های سازه‌ای درحد نقشه‌های کارگاهی با تمامی جزئیات و اطلاعات را کامل و به‌طور خودکار و بدون نیاز به هیچ‌گونه ترسیم دستی تولید کند. بخش فولادی این نرم‌افزار معروف به Xsteel می‌باشد که این بخش نیز اتصالات فولادی را به صورت کامل و دقیق طراحی و کنترل و سرانجام ترسیم می‌کند.
نرم‌افزار Tekla Structures در بخش فولادی ابزاری قدرتمند برای استفاده مهندسان سازه و تهیه‌کنندگان نقشه‌های اجرایی و سازندگان سازه‌های فلزی است که به دلایل زیر خود را در راس پیشرفته‌ترین نرم‌افزارهای گروه مهندسی سازه قرار داده‌است.

### قابلیت‌های این نرم‌افزار
- مدلسازی سازهای فولادی با استفاده از فایل ورودیSap و etabs در برنامه tekla
- امکان تعریف مقاطع و پروفیل‌های ایرانی به صورت ساده و ترکیبی
- طراحی و ترسیم اتصالات پیچ و مهره و جوشی تیر به ستون و تیر به تیر
- طراحی و ترسیم وصله تیرها و وصله ستون‌ها
- طراحی و ترسم کف ستون‌ها (بیس پلیت)
- طراحی و ترسیم نقشه اتصالات بادبندها
- تیپ بندی اتوماتیک و ترسیم پلان‌های ستون‌گذاری و تیر ریزی طبقات با تمام جزئیات
- ترسیم نمای جانبی ستون‌ها و ترسیم مقاطع تیرها - ستون‌ها و بادبندها
- تهیه نقشه‌های شاپ مقاطع - ورقها - اتصالات-و دستور برش ورق‌ها و پروفیلها
- تهیه لیستوفر کامل پروفیل‌ها و اتصالات
- شیت بندی به صورت اتوماتیک
- امکان تغییر در مشخصات نقشه‌های ترسیم شده
- ارائه خروجی نقشه ترسیم شده در محیط اتو کد
- منطبق بر آخرین ویرایش‌های آئین‌نامه‌های ایران و…

## نرم‌افزار ETABS
نرم‌افزار ETABS یک نرم‌افزار مخصوص جهت تحلیل و طراحی سازه‌های ساختمانی می‌باشد. قابلیت این نرم‌افزار جهت تحلیل و طراحی این نوع سازه‌ها جهت‌گیری شده‌اند. تمام المان‌های یک ساختمان برای برنامه شناخته شده هستند. پردازنده‌های طراحی برنامه بسیار کامل می‌باشد و تمام المان‌های ساختمان را می‌توان در این نرم‌افزار طراحی کرد.
- مهم‌ترین قابلیت‌های تحلیلی برنامه عبارتند از:
- شناخت المان‌های ساختمان و طبقات
- محاسبه خودکار جرم و مرکز جرم
- انتقال بارهای ثقلی از کف‌ها به تیرها
- تولید و توزیع بارهای جانبی بین تراز طبقات
- مدل‌سازی المان‌های پوسته‌ای و رامپ‌ها
- قابلیت‌های طراحی برنامه نیز شامل موارد زیر می‌باشند:
- طراحی قاب‌های فولادی
- طراحی قاب‌های بتنی
- طراحی دیوارهای برشی
- طراحی تیرهای مرکب
- علاوه بر قابلیت‌های تحلیل و طراحی فوق برنامه ETABS ارتباط دو طرفه کاملی با نرم‌افزارهای دیگر دارا می‌باشد. برنامه ETABSبه‌طور خودکار فایل ورودی SAFE را ایجاد می‌کند. همچنین برنامه ETABS قابلیت ایجاد فایل ورودی SAP2000 را دارد.

## نرم‌افزار SAFE
SAFE برای طراحی کف بتنی post-tension و سیستم‌های بنیادی بکار برده می‌شود. در نسخه جدید SAFE عناصر چند بعدی طبق مدلسازی و ابزارهای ترسیم تصاویر معرفی شده‌اند. این مجموعه با بهره‌گیری از استانداردهای موجود در حوزه عملیاتی بودن طرح و خلاقیت آن امکانات تازه‌ای برای کاربران فراهم می‌کند.
این برنامه حوزه‌های مختلف فرایند طراحی مهندسی، از طرح کلی قالب بندی گرفته تا معرفی جزئیات کامل ترسیم در محیطی ساده و قابل درک به تصویر می‌کشد. اگر چه این نسخه از سری نرم‌افزارهای SAFE با نام دیگری معرفی نشده، اما ویژگی‌های جدید آن در سطحی گسترده افزایش و در موارد بسیاری ارتقاء یافته‌است. این نسخه آمیزه ایی از یک برنامه مهندسی پرقدرت، بسیار کارآمد با کاربری آسان را برای کاربران ارائه می‌دهد.
قابلیت‌ها و امکانات قابل فهم در حوزه سازه بتنی محکم ارائه می‌دهد و علاوه بر آن از ویژگی‌های تنش ستون بهره‌مند است.

### ویژگی‌های نرم‌افزار
- امکان ارائه خروجی مدل قالب
- ارزیابی و بررسی جزئیات طرح طبق کد "AASHTO LRFD 2007 و با استفاده از عوامل Live-Load Distribution Factors برای رونمای پل بتنی پیش فشرده چند حفره‌ای پیاده‌سازی شده‌است. این ویژگی به طراحی کل قسمت‌ها که در نسخه قبلی ارائه شد افزوده شده‌است. ارزیابی طرح برای بررسی میزان فشار، قابلیت پیچش و توانایی برش با استفاده از MCFT (یا نظریه modified compression field theory) ارائه شده‌است.
- طرح قالب بتن با استفاده از کد "AASHTO LRFD 2007" پیاده‌سازی می‌شود.
- به منظور بهبود سرعت خاص برای تولید و ساخت لولاهای قالبی AASHTO/Caltrans جهت آنالیز ساده و بی دردسر امکانات بسیاری لحاظ شده‌است.

## نرم‌افزار SAP
این نرم‌افزار تمامی نیازهای لازم برای طراح را یکجا فراهم آورده‌است و در ساخت سازه‌ها از این نرم‌افزار به‌طور عملی استفاده می‌شود. یادگیری این نرم‌افزار بسیار سریع است و به زمان طولانی برای یادگیری نیازی نیست. قالب‌های آماده‌ای که در نرم‌افزار پیش‌بینی شده‌است باعث می‌شود قادر به شبیه‌سازی طرح‌های بسیار پیچیده باشید. در این برنامه برای طراحان پل نیز امکانات ویژه‌ای در نظر گرفته شده‌است. نگارش جدید این نرم‌افزار در اواخر فروردین به بازار عرضه شد و گران‌ترین آن نسخه Advanced یا پیشرفته‌است. برنامه SAP آخرین و قوی‌ترین نسل از سری برنامه تحلیل سازه‌ها می‌باشد.
این برنامه قادر به تحلیل استاتیکی و دینامیکی، تحلیل بار زنده برای پل‌ها، تحلیل خطی و غیر خطی، تحلیل و طراحی المان‌های سازه‌ای مختلف می‌باشد؛ لذا تسلط کافی بر این برنامه آسان و کاربردی اما دقیق می‌تواند برای مهندسان عمران برای مدلسازی آنالیز و طراحی المان‌ها و سازه‌ها مختلف بسیار مهم باشد دید پویا تر و ملموس تری از اثر بارگذاری‌های مختلف بر سازه و عناصر آن برای آن‌ها فراهم می‌آورد.

### قابلیت‌های کلیدی نرم‌افزار
- تحلیل استاتیکی و دینامیکی
- تحلیل خطی و غیر خطی شامل تحلیل لرزه‌ای
- تحلیل بار متحرک کامیون و برای پلها
- تحلیل P-Delta
- المان‌های سازه‌ای SHELL و FRAME شامل تیر ستون، خرپا و رفتار غشایی و پوسته‌ای
- المان‌های غیر خطی فنر و اتصال (LINK and SPRING)
- سیستم‌های مختصات چند گانه
- انواع مختلف CONSTRAINT
- انواع مختلف بارگذاری‌ها
- ظرفیت بالا

## نرم‌افزار Plaxis
پلکسیس نرم‌افزاری است که برای تحلیل تغییر شکل‌ها و پایداری در پروژه‌های مهندسی ژئوتکنیک کاربرد دارد. معمولاً در مسائل مهم ژئوتکنیک، یک مدل رفتاری پیشرفته برای مدل‌سازی رفتار غیرخطی و وابسته به زمان خاک‌ها بسته به هدف مورد نظر لازم است. با این نرم‌افزار می‌توان خاک برداری و خاک ریزی مرحله‌ای با شرایط بارگذاری و شرایط مرزی مختلف را با استفاده از المان‌های مثلثی ۶ گرهی و ۱۵ گرهی مدل‌سازی نمود. اولین ویرایش این نرم‌افزار به منظور آنالیز سدهای خاکی احداث شده بر روی خاک‌های نرم در قسمت‌های کم ارتفاع و پست کشور هلند و به سفارش مدیریت منابع آب آن کشور در دانشگاه صنعتی Delft در سال ۱۹۸۷ تهیه و سپس در سال ۱۹۹۳ قابلیت‌های آن گسترش داده شده که توسط مؤسسه CUR (Center for Civil Engineering Research and Codes) نیز مورد تأیید و پشتیبانی قرار گرفته‌است.
در این نرم‌افزار مدل‌های رفتاری موهر- کلمب، مدل سخت شوندگی هذلولی، مدل نرم شوندگی (مدل Cam-Clay) و مدل نرم شوندگی خزشی قابل به‌کارگیری است، همچنین با این نرم‌افزار می‌توان فرایند ساخت و حفاری را توسط فعال کردن و غیرفعال کردن المان‌ها در مرحله محاسبات مدل کرد. نمونه‌ای از کاربرد این قابلیت، انجام آنالیز لایه به لایه در پایداری شیب‌ها، سدها و تونل‌ها می‌باشد.

### قابلیت‌های کلیدی نرم‌افزار
- تحلیل تغییر شکل‌ها و پایداری در پروژه‌های مهندسی ژئوتکنیک
- مدلسازی خاک برداری و خاک ریزی مرحله‌ای با شرایط بارگذاری و شرایط مرزی مختلف با استفاده از المان‌های مثلثی ۶ گرهی و ۱۵ گرهی
- قابلیت به‌کارگیری مدل‌های رفتاری موهر- کلمب، مدل سخت شوندگی هذلولی، مدل نرم شوندگی (مدل Cam-Clay) و مدل نرم شوندگی خزشی در این نرم‌افزار
- امکان مدل کردن فرایند ساخت و حفاری توسط فعال کردن و غیرفعال کردن المان‌ها در مرحله محاسبات
- قابلیت، انجام آنالیز لایه به لایه در پایداری شیب‌ها، سدها و تونل‌ها

## نرم‌افزار Graphisoft Archicad
Graphisoft Archicad 12 نرم‌افزاری بسیار قدرتمند با قابلیت‌های جدید جهت طراحی و پیاده‌سازی محیط‌های سه بعدی است و فراهم‌کننده مدل‌های حرفه‌ای مجازی جهت مهندسین عمران و معماری است. کاربران با کمک نرم‌افزار Archicad طرح‌های خود را سریعتر آنالیز می‌کنند. این کار با استفاده از تخمین خصوصیات فضای طراحی در محیطی سه بعدی صورت می‌گیرد و سریعاً گزارشی دقیق از کل پروژه به صورت مستند برای کاربر تولید می‌شود. محیط کاری این نرم‌افزار به گونه‌ای است که کابران احساس طراحی در دنیای واقعی را دارند و این احساس ناشی از ابزار و پلت‌ها و مدل‌های سه بعدی مانند پله‌ها، مبلمان و اثاثیه و … است. از دیگر خصوصیات این نرم‌افزار فرامین ترسیمی پیشرفته این نرم‌افزار می‌باشد.

## نرم‌افزار Autocad
یکی از مشهورترین نرم‌افزارهای مهندسی می‌باشد که از آن برای طراحی پرژه‌های عظیم ساختمان‌سازی استفاده می‌کنند. این نرم‌افزار محصولی از شرکت Autodesk می‌باشد که یکی از بزرگترین شرکت‌های ساخت نرم‌افزارهای مهندسی در سراسر جهان بوده و حتی می‌توان آن را در این زمینه بی‌رقیب دانست زیرا بهترین نرم‌افزارهای مهندسی محصول این شرکت است مانند Maya و ۳DS Max که از حرفه‌ای‌ترین نرم‌افزارهای انیمیشن‌سازی و مدل ساز ی هستند. در نرم‌افزار اتوکد همه چیز برای یک مهندس رشته عمران فراهم است در واقع تمام ابزارهای نقشه‌کشی در این برنامه وجود دارد و کاربر در محیط شبیه‌سازی شده به آسانی قادر خواهد بود تا اقدام به طراحی نقشه مورد نظر خود نمایید. همچنین این برنامه یک محیط ۳ بعدی را در احتیار کاربر خود قرار می‌دهد تا بتواند نقشه‌های ۳ بعدی تولید کنید و در یک محیط سه بعدی به آنالیز ساختمان طراحی شده بپردازد. جالب است بدانید در رشته عمران و زیر شاخه‌های آن (معماری) نرم‌افزار اتوکد یک واحد عملی به‌شمار می‌رود و دانشجویان این رشته‌ها باید کار با این نرم‌افزار را به صورت حرفه‌ای آموخته باشند تا بتوانند در امتحان عملی که از آن‌ها گرفته می‌شود با این برنامه کار کنند.